# Dune du Pilat
Dune du Pilat (také Dune de Pyla či Pyla, česky Pilská duna) je nejvyšší duna v Evropě (nadmořská výška v roce 2023: 103,6 m). Nachází se v La Teste-de-Buch v Arcachonském zálivu, součásti departementu Gironde v regionu Nová Akvitánie, 60 km jihozápadně od Bordeaux, u mořského pobřeží Biskajského zálivu. Rozkládá se 616 metrů od západu na východ a 2,9 km od severu k jihu, obsahuje přibližně 55 miliónů metrů krychlových písku. Turistická atrakce je pouští využívanou také k paraglidingu. Pod pohyblivou dunou se nachází písečná pláž, která je však nebezpečná kvůli vysokému přílivu.

## Vznik
Duna vznikla nánosem písku v průběhu staletí mořskými proudy a prudkými západními větry, které vanou písek z mořského pobřeží. Ve spodní části duny je vrstva písku, štěrku a oblázků a v horní části je navátý jemný písek. Pohyby duny jsou konstantní. Na západní straně má vliv na proměnlivost pobřeží. Duna má asymetrický tvar, s různým sklonem v závislosti na její poloze vůči vátí větru. Nejvíce vystavěná větru je na západní straně od pobřeží, tam je sklon mírnější 5 až 20°. Na východní straně směrem k pevnině je strmější mezi 30 až 40°. Ačkoliv se jedná o chráněnou oblast, poslední dobou duna ohrožuje vnitrozemí. Rozšiřuje se konstantní saltační rychlostí 5 metrů ročně (což znamená 15 000 m2 lesa) a již pohltila několik cest a budov.
Až do počátku dvacátého století se duna jmenovala Les Sabloneys (česky: pískové jámy). Kolem třicátých let dvacátého století bylo původní jméno nahrazeno dnešním názvem dune du Pilat. Jméno je odvozené z gaskonského slova pilàt, odvozeného z latinského pīla (česky: hromada, kopec).
Na lokaci duny byla natočena francouzská komedie Kempink i se sequely.

## Galerie

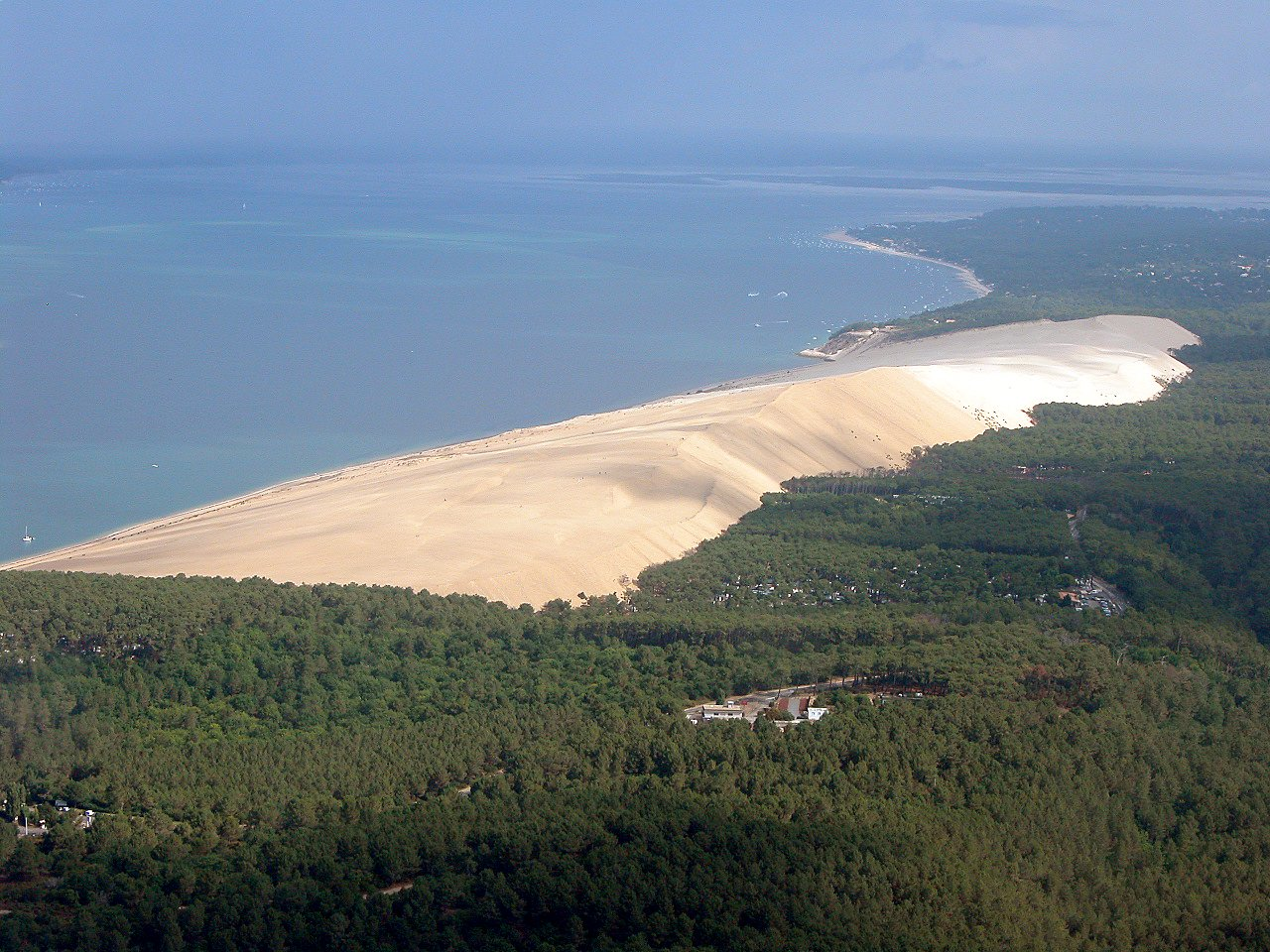
Letecký snímek duny
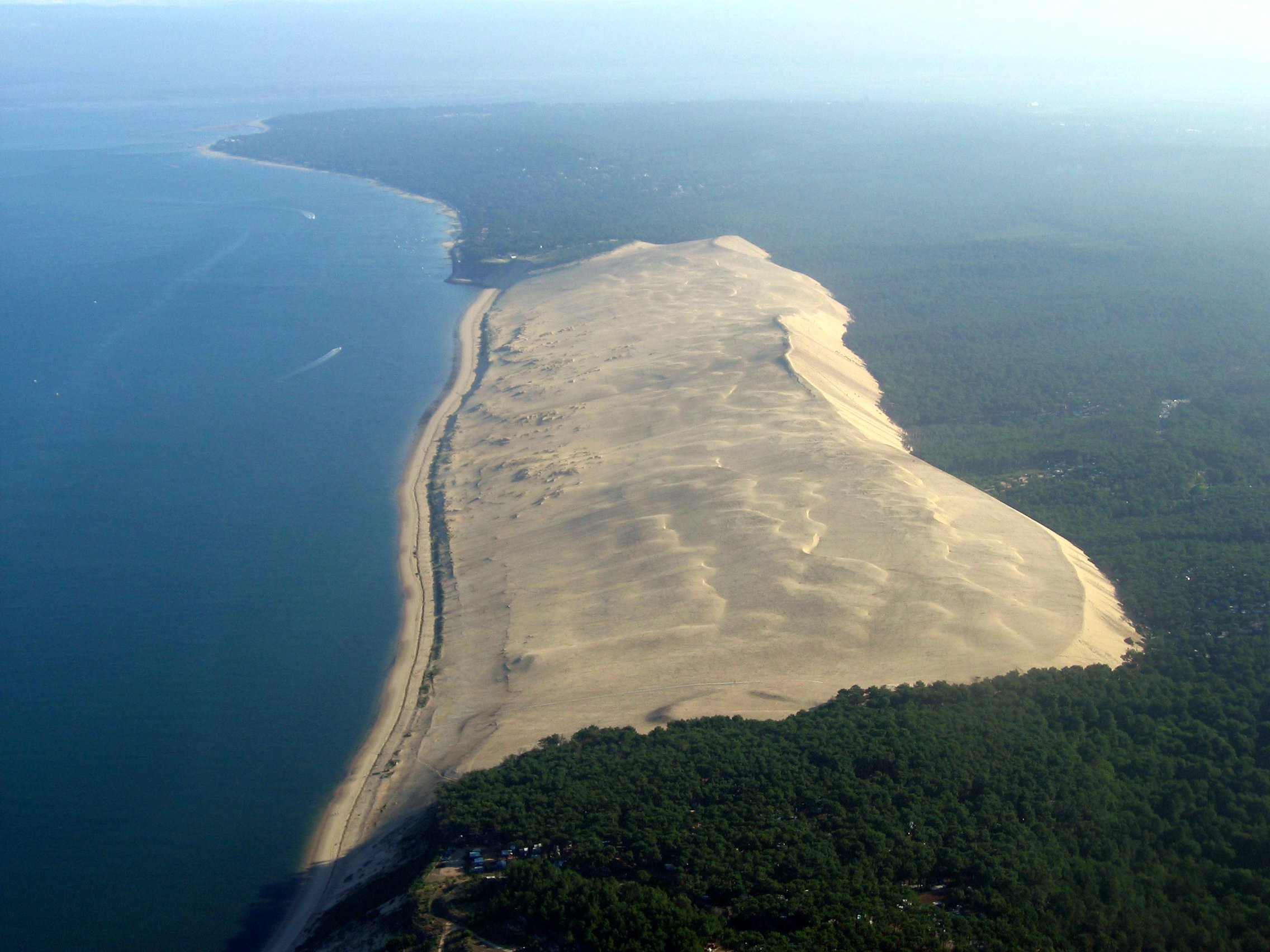
Letecký snímek duny
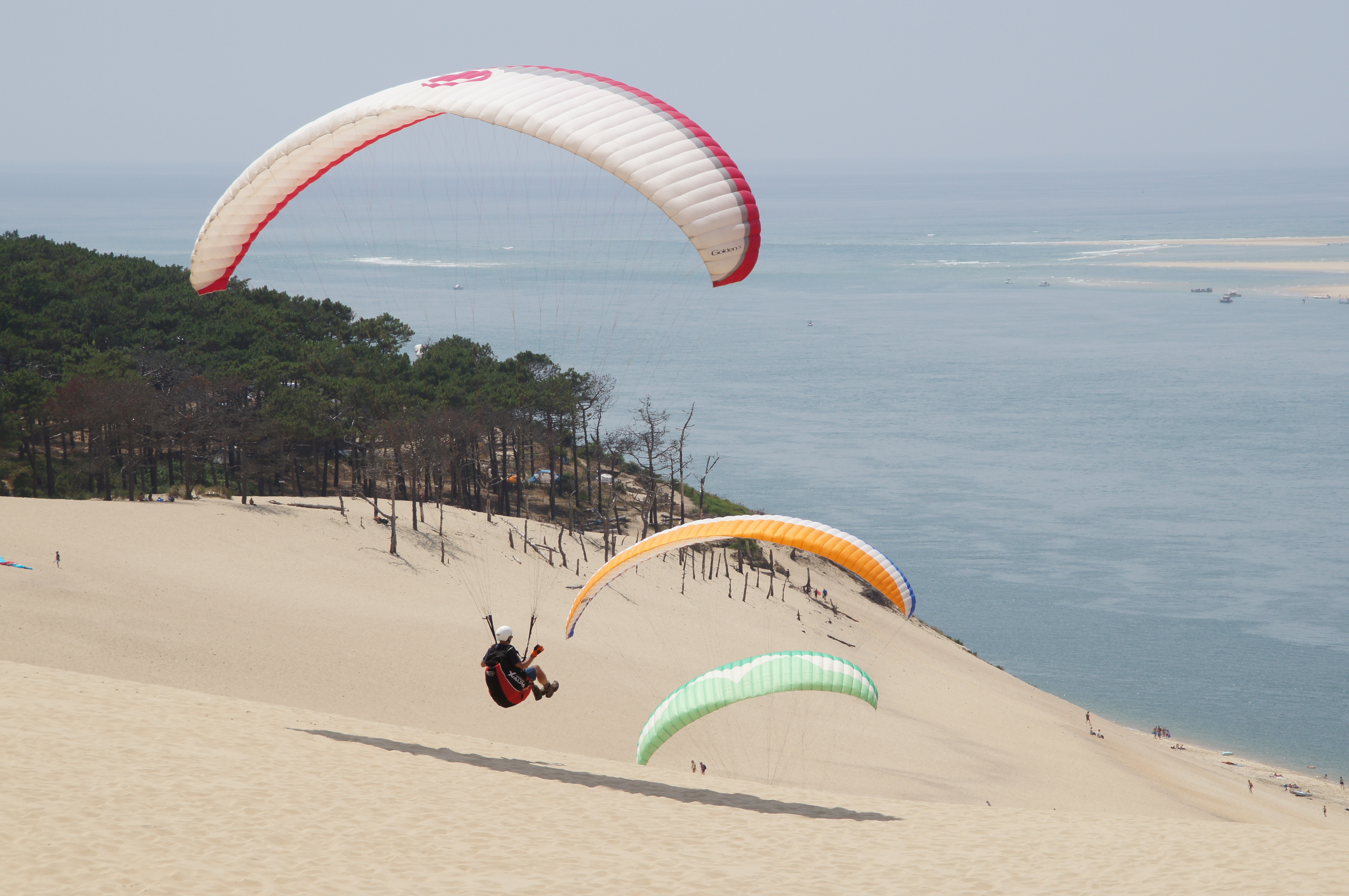
Paragliding na duně
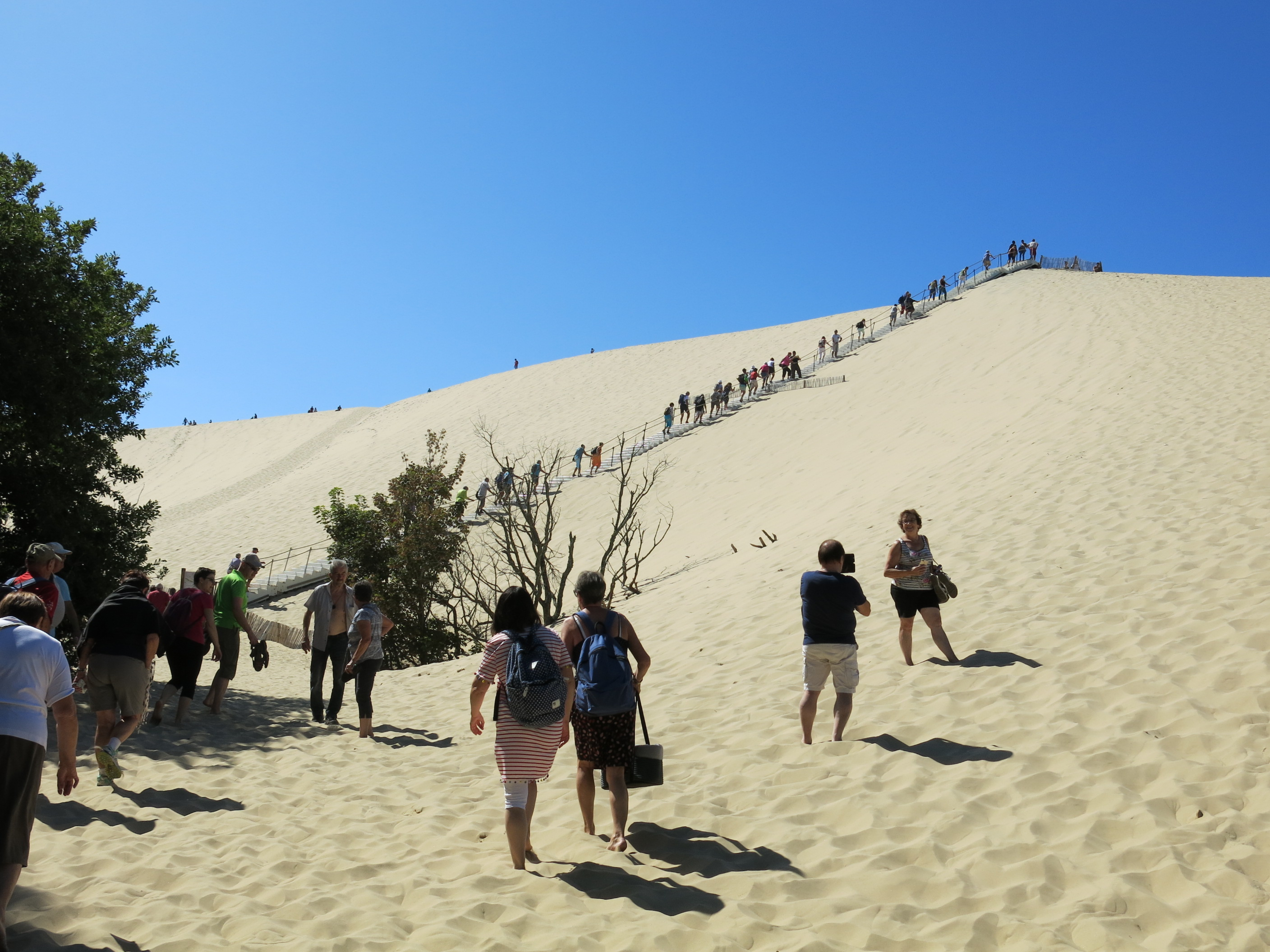
Schody na dunu
- Videozáznam z duny